# Guido Ventimiglia di Geraci
Guido Ventimiglia di Geraci (mort en 1362), fut brièvement comte de Malte de 1360 à sa mort.
Il était le fils, sans doute illégitime, de Francesco I Ventimiglia, comte de Geraci, comte de Collesano et Baron de Gratteri.
Il est nommé porte-étendard royal avant le 16 février 1360. Il reçoit la seigneurie de Cesarò, confisquée à Tommaso Romano, avant qu'elle lui soit restituée. 
Il est également capitaine (poste de préfet) de Trapani avant de recevoir le 29 décembre 1360 la pleine jouissance des îles maltaises par ordre du roi Frédéric III de Sicile, même s'il n'a jamais été sur place prendre possession de son nouveau fief avant sa mort.
Il recevra de son frère Francesco II Ventimiglia (comte de Collesano) la seigneurie de Bilichi. Il achète la seigneurie de Piazza Armerina.

## Sources
- (it) « Repertorio della feudalita Siciliana 1282-1390) » [PDF], sur storiamediterranea (consulté le 27 janvier 2015), p. 450